# La Unión (norra Motozintla kommun)
La Unión är en ort i Mexiko.   Den ligger i kommunen Motozintla och delstaten Chiapas, i den sydöstra delen av landet, 900 km sydost om huvudstaden Mexico City. La Unión ligger 2 220 meter över havet och antalet invånare är 138.
Terrängen runt La Unión är bergig åt nordväst, men åt sydost är den kuperad. Terrängen runt La Unión sluttar söderut. Runt La Unión är det ganska tätbefolkat, med 78 invånare per kvadratkilometer. Närmaste större samhälle är Motozintla de Mendoza, 6,4 km sydost om La Unión. Omgivningarna runt La Unión är en mosaik av jordbruksmark och naturlig växtlighet.